# Francisco I. Madero
Francisco Ignacio Madero González là một chính khách, nhà văn và nhà cách mạng México, từng là tổng thống thứ 33 của México từ năm 1911 cho tới khi ông bị ám sát năm 1913. Ông là người bênh vực cho công bằng xã hội và dân chủ. Madero nổi bật vì cạnh tranh với Porfirio Díaz cho chức vụ tổng thống năm 1910 và làm nổ cuộc Cách mạng México.
Madero là một chính trị gia bất thường, cho đến khi ông chạy đua vào ghế Tổng thống trong cuộc bầu cử năm 1910, chưa bao giờ nắm giữ văn phòng. Trong cuốn sách năm 1908 của ông có tựa đề Việc kế nhiệm Tổng thống năm 1910, Madero đã kêu gọi các cử tri ngăn cản việc tái tranh cử lần thứ sáu của Porfirio Díaz, mà Madero coi là chống dân chủ. Tầm nhìn của ông sẽ đặt nền móng cho một thế kỷ 20 ở México, nhưng không phân cực các tầng lớp xã hội. Để thực hiện được điều này, ông đã thành lập Ban chống Đổi mới (sau đó là Đảng Lập hiến Tiến bộ) và kêu gọi người Mê-hi-cô nổi dậy chống lại Díaz, làm nổ ra cuộc Cách mạng Mexico năm 1910.
Việc Madero đối đầu với Díaz đã giành được sự ủng hộ rộng rãi ở Mêhicô, vì ông là một trong những người có phương tiện tài chính độc lập, quyết tâm về ý thức hệ, và lòng dũng cảm để phản đối Díaz khi nó nguy hiểm khi làm như vậy. Bị bắt bởi chế độ độc tài ngay sau khi ứng cử viên Tổng thống được tuyên bố bởi đảng của ông, nhà lãnh đạo phe đối lập trốn thoát khỏi nhà tù và khởi động Kế hoạch San Luis Potosí từ Hoa Kỳ, theo cách này bắt đầu cuộc Cách mạng Mexico.
Sau khi Díaz từ chức Tổng thống vào ngày 25 tháng 5 năm 1911 sau khi ký Hiệp ước Ciudad Juárez, Madero trở thành nhà lãnh đạo chính trị cao nhất của đất nước. Được biết đến với cái tên "Maderistas", những người theo Madero gọi ông là "caudillo de la Revolución" (lãnh đạo Cách mạng). Ông được bầu làm tổng thống vào ngày 15 tháng 10 năm 1911 bởi gần 90% số phiếu bầu. Nhậm chức vào ngày 6 tháng 11 năm 1911, ông trở thành một trong những vị tổng thống trẻ nhất của Mexico vừa mới tròn 38 tuổi. Mặc dù có sự phổ biến rộng rãi trong nhân dân, chính quyền của Madero sớm gặp phải sự phản đối từ những nhà cách mạng cấp tiến và những tàn dư của chế độ cũ.
Vào tháng 2 năm 1913, một cuộc đảo chính quân sự đã diễn ra ở thủ đô Mexico do tướng Victoriano Huerta, chỉ huy quân đội của thành phố dẫn đầu. Madero đã bị bắt và một thời gian ngắn sau đó bị ám sát cùng với Phó Tổng thống José María Pino Suárez vào ngày 22 tháng 2 năm 1913, sau chuỗi sự kiện được gọi là Ngày Trai Xấu (La Decena Trágica). Cái chết của Madero và Pino Suárez đã dẫn tới một phản ứng quốc gia và quốc tế mà cuối cùng đã mở đường cho sự sụp đổ của Huerta Dictatorship, chiến thắng của Cách mạng Mexico và thành lập Hiến pháp Mexico năm 1917 dưới thời Tổng thống Venustiano Carranza.